# Tiffany Mitchell
Tiffany Mitchell (Charlotte, 23 settembre 1994) è una cestista statunitense, professionista nella WNBA.

## Carriera
È stata selezionata dalle Indiana Fever al primo giro del Draft WNBA 2016 (9ª scelta assoluta).

## Palmarès
- WNBA All-Rookie First Team (2016)
- Migliore tiratrice di liberi WNBA (2020)